# 10009 Hirosetanso
10009 Hirosetanso (Provisorisk beteckning: 1977 EA6) är en asteroid i asteroidbältet, upptäckt 12 mars 1977 av de båda japanska astronomerna Hiroki Kosai och Kiichirō Furukawa  vid Kiso-observatoriet, Japan. Asteroiden har fått sitt namn efter den konfucianska akademikern Hirose Tanso från Japan.